# تايلر هيوز
تايلر هيوز (5 نوفمبر 1980 بفيكتوريا في كندا - ) هو لاعب كرة قدم كندي في مركز الدفاع. لعب مع نادي أوسترس وToronto Lynx ‏ وWilmington Hammerheads FC ‏ وVictoria Highlanders FC ‏.

## وصلات خارجية
- تايلر هيوز على موقع قاعدة بيانات كرة القدم.إي يو (الإنجليزية)